# Brouwerij Kamenitza
Brouwerij Kamenitza (Bulgaars: Каменица) is een Bulgaarse brouwerij te Plovdiv. De brouwerij is een van de grootste brouwerijen van het land, met een marktaandeel van 18% (cijfers 2005).
Het bedrijf is sponsor van het Bulgaars voetbalelftal.

## Geschiedenis
De brouwerij werd in 1881 opgericht door drie Zwitserse ondernemers. Alhoewel de populairste drank in Bulgarije op dat moment blonde lagers waren, brachten ze een donker bier op de markt. In de jaren 1890 wonnen ze verscheidene grote prijzen op festivals in Brussel en Chicago. Na de Tweede Wereldoorlog werd de brouwerij genationaliseerd door het Communistisch regime, in 1947 als onderdeel van Alcoholic Beverages, daarna in 1952 als deel van Vinprom.
Na de val van het communisme kwam de brouwerij (samen met Astika en Burgasko Pivo in 1995 en Plevensko Pivo in 1997) in handen van het Belgische Interbrew (nu AB InBev). Tussen 1995 en 2005 werd heel veel geld geïnvesteerd in de uitbreiding en vernieuwing van de brouwerij. In oktober 2009 verkocht AB InBev alle Oost-Europese brouwerijen aan CVC Capital Partners, die deze onderbracht in een nieuwe firma StarBev. In april 2012 werd StarBev op zijn beurt verkocht aan de Canadese brouwerijgroep Molson Coors en kreeg de naam Molson Coors Central Europe.

## Bieren
- Kamenitza (verschillende varianten)